# Madeline Bell
Madeline Bell, (Newark, 1942. július 23. –) amerikai énekesnő, dalszerző. Az 1960-as, -70-es években vált híressé az Egyesült Királyságban a Blue Mink popegyüttessel. 1962-ben az Egyesült Államokban a Black Nativity című gospelműsorral a Bradford Singers vokálegyüttessel lett sikeres.

## Pályafutása
Bell az Egyesült Államokban, New Jersey állambeli Newarkban született. Session énekesként dolgozott, pályafutása elején leginkább Dusty Springfield és Donna Summer mellett vokálozott. Első jelentős szóló slágere Dee Dee Warwick „I'm Gonna Make You Love Me” című kislemezének feldolgozása volt, amely jobbanan szerepelt a Billboard Hot 100-as listáján, mint az eredeti.
1968-ban Bell számos Serge Gainsbourg dalban háttér- és duett-vokált, többek között a „Comic Strip”, a „Ford Mustang” és a „Bloody Jack” című dalokban. 1969-ben vokálozott a The Rolling Stones „You Can't Always Get What You Want” című dalában, és számos Donovan-felvételen is.
Bell csatlakozott a Blue Mink pop együtteshez, akikkel számos top 20-as slágerük született az Egyesült Királyságban. Mielőtt 1969.-ben a Blue Mink tagja lett, szólóban énekelt. A későbbi Led Zeppelin-taggal, John Paul Jones-szal közösen írta a „What Am I Supposed to Do”-t.
Bell 1969-ben Joe Cocker „Bye, Bye Blackbird” című számában is vokálénekesként szerepelt, amelyben egy másik Led Zeppelin-tag, Jimmy Page gitárszólója is szerepelt. Paul McCartney „Step Inside Love” című számának a Bell-verziója is sikert aratott az Egyesült Államokban (1969).
1973-ban Bell volt a „Colour My Soul” című BBC televíziós sorozat énekesnője. A vendégek között volt John Paul Jones, Jimmy Helms és Doris Troy. Jones később hangszerelte, producere volt és felvette Bell 1973-as albumát, a „Comin' Atcha”-t. Közreműködött az „A Touch of Class” (1973) című romantikus film zenéjében. A The Dave Clark Five kislemezén, az „Everybody Get Together”-en vokálolozott, és vokálozott Elton John 1972-es „Honky Chateau” című albumán.
Bell számos más előadó felvételén vokálozott, fellépett az Eurovíziós Dalfesztiválon Stockholmban. Dolgozott Kiki Dee-vel és Lesley Duncannel, 1975-ben szerepelt a Bryn Haworth Sunny Side of the Street című albumán. Vokált énekelt a We Can't Go on Meeting Like This című albumán.
Csatlakozott a francia „Space” diszkóegyütteshez, akikkel két albumon énekelt. Az 1978-as „Save Your Love For Me” számos országban előkelő helyen végzett a slágerlistákon. Emellett egy másik francia előadónak, a Cerrone-nak is vokálozott.
Az 1970-es évek óta szólózik és számos színpadi előadásban is fellép. Spanyolországban él, mióta férje, Barry Reeves dobos 2010. február 6-án tüdőgyulladásban meghalt. Rendszeresen turnézik Európában, dzsessz- és popdalokat énekelve. 1967-es szólóalbumát az Egyesült Királyságban − a „Picture Me Gone” című dallal − soul-klasszikusként tartják számon.

## Albumok
- 1967: Bell's a Poppin'
- 1968: Doin' Things
- 1971: Madeline Bell
- 1973: Comin' Atcha
- 1976: This Is One Girl
- 1988: Beat out That Rhythm on a Drum
- 1992: City Life (with Georgie Fame)
- 1993: Madeline
- 1993: Have You Met Miss Bell
- 1995: Girl Talk
- 1995: Christmas Card
- 1998: Yes I Can: A Melting Pot
- 2000: Blessed
- 2004: Blue Christmas
- 2011: Tribute to Ray Charles
- 2013: Together Again with David Martin
- 2014: Singer: The Musical

## Fordítás
- Ez a szócikk részben vagy egészben  a   Madeline Bell című angol Wikipédia-szócikk ezen változatának fordításán alapul.  Az eredeti cikk szerkesztőit annak laptörténete sorolja fel. Ez a jelzés csupán a megfogalmazás eredetét és a szerzői jogokat jelzi, nem szolgál a cikkben szereplő információk forrásmegjelöléseként.